# Pierre Salva
Pour les articles homonymes, voir Salva.
Pierre Salva, né à Lyon le 5 mai 1917 et mort à Suresnes le 27 mai 1997,, est un écrivain français et un auteur de roman policier.

## Biographie
Après l'obtention de son baccalauréat, il est reçu à l'École de l'air en 1936 (promotion capitaine Astier de Villate).  Officier de l'Armée de l'air,  pilote de chasse pendant la Seconde Guerre mondiale, il gravit les échelons et devient lieutenant-colonel. Il est titulaire de quatre victoires aériennes homologuées. Après le conflit, il est nommé chevalier de la Légion d'honneur[réf. nécessaire].
En 1946, il fonde une entreprise de sonorisation cinématographique qui devient la Société de sonorisation de films (SOFI) en 1964, société spécialisée dans le doublage de films.
Il amorce une carrière littéraire en publiant des textes humoristiques dans les années 1950 et des récits d'aventures dans les années 1960, avant de se lancer dans le roman policier à l'orée des années 1970.  Il donne aux éditions Eurédif la série des thrillers légers du Mammouth, surnom d'un lourd et épais inspecteur d'assurances, toujours accompagné de la jolie et brillante Caroline.  Il signe aussi un grand nombre de romans criminels psychologiques, d'abord pour les Éditions Denoël, puis pour la collection Le Masque, qui se déroulent le plus souvent en province et dont les titres contiennent presque toujours le mot diable ou enfer sans qu'ils appartiennent d'une quelconque façon au genre fantastique.  De ces romans, Quatre jours en enfer (1970) est le plus connu en raison de son adaptation cinématographique en 1974 par Étienne Périer sous le titre La Main à couper, avec Lea Massari, Michel Bouquet, Bernard Blier et Michel Serrault.
Il a également signé avec Lavage de cerveau, la novélisation d'un épisode de la série télévisée britannique Les Champions, produite par Incorporated Television Company.

## Œuvre

### Romans

#### SérieMammouth
- Le Mammouth a de la défense, Paris, Eurédif, Atmosphère no 33, 1971
- Le Mammouth est pris au piège, Paris, Eurédif, Atmosphère no 38, 1971
- Le Mammouth a une mémoire d'éléphant, Paris, Eurédif, Atmosphère no 43, 1972
- Le Mammouth joue à la baleine, Paris, Eurédif, Atmosphère no 44, 1972
- Le Mammouth n'aime pas la bière, Paris, Eurédif, Atmosphère no 50, 1972
- Le Mammouth fait le poids, Paris, Eurédif, Atmosphère no 58, 1973
- Le Mammouth dans un magasin de porcelaine, Paris, Eurédif, Atmosphère no 64, 1973
- Le Mammouth a la peau dure, Paris, Eurédif, Atmosphère no 69, 1974

#### Autres romans policiers
- La Trinité du diable, Paris, Denoël, Crime-club no 266, 1969 ; réédition, Paris, Librairie des Champs-Élysées, Club des Masques no 459, 1981
- Le Diable dans la tête, Paris, Denoël, Crime-club no 275, 1970
- Quatre jours en enfer, Paris, Denoël, Crime-club no 280, 1970 ; réédition sous le titre La Main à couper, Paris, Denoël, coll. Sueurs froides, 1974
- Je suis un pauvre diable, Paris, Denoël, Crime-club no 290, 1971 ; réédition, Paris, Librairie des Champs-Élysées, Club des Masques no 306, 1977
- L'enfer les attends, Paris, Denoël, Crime-club no 296, 1971 ; réédition, Paris, Librairie des Champs-Élysées, Club des Masques no 388, 1979
- Copie confuse, Paris, Presses de la Cité, Un mystère, 3e série, no 31, 1971 ; réédition, Paris, Le Livre de poche no 5312, 1979
- La Fille du lac du diable, Paris, Denoël, Crime-club no 311, 1972 ; réédition, Paris, Librairie des Champs-Élysées, Club des Masques no 377, 1979
- Les Griffes du diable, Paris, Denoël, Crime-club no 328, 1973
- Le Diable dans la sacristie, Paris, Librairie des Champs-Élysées, Le Masque no 1391, 1975 ; réédition, Paris, Librairie des Champs-Élysées, Club des Masques no 475, 1982
- Tous les chiens de l'enfer, Paris, Librairie des Champs-Élysées, Le Masque no 1424, 1976 ; réédition, Paris, Librairie des Champs-Élysées, Club des Masques no 484, 1982
- La Danse avec le diable, Paris, Librairie des Champs-Élysées, Le Masque no 1443, 1976 ; réédition, Paris, Librairie des Champs-Élysées, Club des Masques no 438, 1981
- Le Trou du diable, Paris, Librairie des Champs-Élysées, Le Masque no 1471, 1977 ; réédition, Paris, Librairie des Champs-Élysées, Club des Masques no 503, 1983
- Le diable me guette, Paris, Librairie des Champs-Élysées, Le Masque no 1516, 1978
- Qui est le diable ?, Paris, Librairie des Champs-Élysées, Le Masque no 1533, 1978
- Le Sourire du diable, Paris, Librairie des Champs-Élysées, Le Masque no 1553, 1979
- Des clients pour l'enfer, Paris, Librairie des Champs-Élysées, Le Masque no 1570, 1979
- Mes trois nuits infernales, Paris, Librairie des Champs-Élysées, Le Masque no 1592, 1980
- Le diable est mort, Paris, Librairie des Champs-Élysées, Le Masque no 1603, 1980
- Le Hideux Visage du diable, Paris, Librairie des Champs-Élysées, Le Masque no 1641, 1981
- Les vieilles dames vont en enfer, Paris, Librairie des Champs-Élysées, Le Masque no 1657, 1981
- L'Enfer derrière la porte, Paris, Librairie des Champs-Élysées, Le Masque no 1671, 1982
- Sardines à la sauce diable, Paris, Librairie des Champs-Élysées, Le Masque no 1690, 1982
- Le Diable et son train... électrique, Paris, Librairie des Champs-Élysées, Le Masque no 1707, 1983
- Quand le diable ricane, Paris, Librairie des Champs-Élysées, Le Masque no 1739, 1983
- Le Diable au paradis perdu, Paris, Librairie des Champs-Élysées, Le Masque no 1828, 1986

#### Autres romans
- Les cochons n'ont pas d'ailes, Paris, J. d'Halluin, 1951 (roman humoristique)
- Des souris à la crème, Paris, J. d'Halluin, 1951 (roman humoristique)
- Patriarches en tous genres, Paris, J. d'Halluin, 1954 (roman humoristique)
- Les Mercenaires de l'air, Paris, Éditions du Scorpion, 1954 (roman d'aventures)
- Les Sauvages, Paris, Éditions du Scorpion, 1960 (roman d'aventures)
- Quinze heures pour sauver Paris, Paris, Presses de la Cité, 1969 (roman de politique fiction)

#### Novélisation
- Lavage de cerveau d'après l'épisode "The Interrogation" du feuilleton télévisé "Les Champions", Paris, Presses de la Cité, Espiorama no 10, 1971 ; réédition, Paris, Presses de la Cité, coll. Punch no 109, 1977, s.d.

### Souvenirs
- Le Temps des cocardes, Paris, Les éditions du Panthéon, 1998 (Prix Guynemer 1999)

## Adaptations

### Au cinéma
- 1953 : Deux de l'escadrille de Maurice Labro, d'après le roman Les cochons n'ont pas d'ailes, avec Jean Richard, Roger Pierre, Magali Noël et Maria Vincent.
- 1974 : La Main à couper d'Étienne Périer, d'après le roman Quatre jours en enfer de Pierre Salva, avec Lea Massari, Michel Bouquet, Bernard Blier et Michel Serrault,

### À la télévision
- 1989 : Quand le diable ricane, épisode de la série franco-belge Le Masque, d'après le roman homonyme de Pierre Salva.

## Distinctions

### Décoration
- Chevalier de la Légion d'honneur[réf. nécessaire] (date inconnue)

### Prix
- Prix du roman d'aventures (1979), pour Des clients pour l'enfer
- Prix Guynemer (1999) à titre posthume, pour Le Temps des cocardes

## Sources
- Jacques Baudou et Jean-Jacques Schleret, Le Vrai Visage du Masque, vol. 1, Paris, Futuropolis, 1984, 476 p. (OCLC 311506692), p. 380-382.
- Anne Martinetti, "Le Masque" : histoire d'une collection, Amiens, Encrage, coll. « Références » (no 3), 1997, 143 p. (ISBN 978-2-906389-82-3), p. 92-93.
- Claude Mesplède (dir.), Dictionnaire des littératures policières, vol. 2 : J - Z, Nantes, Joseph K, coll. « Temps noir », 2007, 1086 p. (ISBN 978-2-910686-45-1, OCLC 315873361), p. 707-708.